# Masami Yokoyama
Masami Yokoyama (jap. 横山雅美 Yokoyama Masami; ur. 12 grudnia 1981 w Kōtō, w Japonii) – japońska siatkarka grająca na pozycji rozgrywającej. Obecnie występuje w drużynie Denso Airybees.

## Kariera
- Denso Airybees (2002-)